# Lingue dakotan
Con la definizione di lingue dakotan (o più descrittivamente dakota-assiniboin-stoney o dakota-lakota-nakota, oppure anche semplicemente dakota) si intende la branca delle lingue siouan costituita dalla catena linguistica (continuum dialettale) che riunisce i vari idiomi delle popolazioni di nativi americani che sono passate alla storia con il nome di sioux (loro attribuito dagli Europei), nonché dalle lingue, molto strettamente imparentate, di altri gruppi (assiniboin, stoney) che dalle prime si erano in qualche modo distaccati in epoca relativamente recente. Questi idiomi sono parlati nell'America del Nord a partire dal Minnesota e fino alla Montagne Rocciose Canadesi.
La lingua della «Grande Nazione Sioux, articolata nei dialetti dakota, lakota e nakota» è stata dichiarata nel 2019 "lingua indigena ufficiale" del Dakota del Sud, a fianco dell'inglese.

## Classificazione: storia di un'errata denominazione
Tradizionalmente questo gruppo linguistico veniva suddiviso in tre grandi famiglie di dialetti: 
- il dakota in senso stretto (parlato dalle quattro tribù orientali che si definivano Isáŋyathi o Isáŋathi e che sono conosciute con appellativo europeizzato di Santee);
- il nakota (che si riteneva parlato dalle due tribù centrali degli Yankton e degli Yanktonai, detti anche collettivamente Wičhíyena (o Wičhíyela dai Teton), nonché dagli Assiniboin (e dai loro parenti settentrionali Stoney) che erano staccati in epoca relativamente recente dagli Yanktonai stessi;
- il lakota (parlato dalla tribù occidentale dei Teton o Thítȟuŋwaŋ che erano migrati in epoca storica nelle grandi praterie).

Nel corso degli anni tale ripartizione fu solo sporadicamente messa in dubbio, finché, nel 1978, Douglas R. Parks, David S. Rood, e Raymond J. DeMallie intrapresero una ricerca linguistica sistematica nelle riserve sioux e assiniboin per stabilirne una volta per tutte la dialettologia precisa. Il risultato fu che la catena linguistica dakota poteva contare su cinque dialetti: 
- lakhota
- santee-sisseton
- yankton-yanktonai
- assiniboin
- stoney

Sempre secondo i risultati dello stesso studio, sia i Santee che gli Yankton e gli Yanktonai si riferivano a sé stessi come “Dakota”, mentre l'appellativo di “Nakota” (o “Nakoda”) era appannaggio esclusivo degli Assiniboin e degli Stoney. Nonostante la pubblicistica, particolarmente quella non specialistica, abbia mostrato più di qualche resistenza a far proprie in via definitiva le acquisizioni di Parks, Rood e DeMallie, esse sono state pienamente confermate dallo studio ultraventennale effettuato sul campo da Jan Ullrich e che ha portato alla redazione del suo recente dizionario lakota, pubblicato nel 2008. Secondo Ullrich, l'errata denominazione di Yankton e Yanktonai, come “Nakota”, «ebbe probabilmente inizio con i missionari operanti a metà Ottocento tra i Santee, i quali dettero un'applicazione abnorme [over-applied] ad una regola di distribuzione fonetica. Siccome il dialetto yankton-yanktonai usa il suffisso -na laddove il santee usa -da e il lakota -la, i missionari pensarono che l'opposizione fonologica [distribution] l-d-n si applicasse a tutte le posizioni entro le parole. In tal modo essi postularono che il popolo yankton-yanktonai definisse se stesso come "nakota" invece che come "dakota". Purtroppo, l'impreciso assunto di una suddivisione lakota-dakota-nakota è stato da allora perpetuato in quasi tutte le pubblicazioni», arrivando ad un tale potere di convincimento da influenzare perfino nativi dakota e lakota. Che non si sia trattato nemmeno di una successiva mutazione terminologica dovuta alla permanenza di Yankton e Yanktonai nelle stesse riserve con i Santee, è confermato dall'assenza, secondo Ullrich, di riferimenti nei testi più antichi dei vari dialetti sioux: in particolare, ad esempio, «John P. Williamson, nel suo English-Dakota Dictionary (Williamson 1902), elenca il termine dakota come nome proprio per il popolo dakota, ma non menziona il termine nakota» nonostante avesse ampiamente lavorato con gli Yankton e inserisca ripetutamente, nel suo vocabolario, varianti yankton delle voci in dialetto santee.
Su un piano pratico, l'inesistenza di una corrispondenza sistematica “'d-n-l” e quindi la fallacia della tripartizione dakota-nakota-lakota (dove per nakota si intenda anche il dialetto yankton-yanktonai), può essere verificata negli esempi seguenti”:
|                   | questo |  | molto     |  | ragazza             |  | vomitare    |  | ingannare |
| Sisseton-santee   | de     |  | nína      |  | wičhį́yąda/wičhį́yąna |  | hdépa       |  | hnáyą     |
| Yankton-yanktonai | de     |  | nína/dína |  | wičhį́čana           |  | kdépa/gdépa |  | knáyą     |
| Lakota            | le     |  | líla      |  | wičhį́čala           |  | glépa       |  | gnáyą     |
| Assiniboine       | ne     |  | nína      |  | wičhį́čana           |  | knépa       |  | knáyą     |
| Stoney            | ne     |  | nína      |  | wįyą́n               |  | hnéba       |  | hną       |

Le teorie linguistiche dei missionari di metà Ottocento rivelatesi fallaci per Yankton e Yanktonai, funzionano invece molto bene per quanto riguarda Assiniboin e Stoney, che si definiscono oggi nakota/nakoda, o perfino nakona (Nakhóna).
Nonostante una non indifferente mancanza di accuratezza, infine, anche il SIL International ha in qualche modo preso atto delle nuove acquisizioni generali di cui sopra. Sull'edizione 2009 di «Ethnologue», e ancora su quella del 2022, vengono classificati i seguenti quattro idiomi del gruppo linguistico dakota (cioè, dakotan), i quali hanno quindi ricevuto il loro codice ISO 639-3:
- assiniboine (asb[20])
- dakota (dak[21])
- lakota (lkt[22])
- stoney (sto[23])

Nonostante la differenza di numero, tale classificazione sembra corrispondere sostanzialmente a quella di Parks/DeMallie, in quanto, in sede descrittiva, l'«Ethnologue» suddivide l'idioma denominato "dakota (dak)" in due sottogruppi che comprendono rispettivamente il dakota (o santee-sisseton) e quello che ancora viene definito, per inerzia, nakota (o yankton-yanktonai). In effetti, comunque, la scelta del SIL di classificare una sola lingua dakota appare piuttosto artificiosa: già dallo stesso titolo del dizionario lakota di Ullrich, che dichiara di riassorbire i "dialetti", e non la lingua, "dakota", appare chiaro come, dalle acquisizioni effettuate sul campo negli ultimi decenni dalla linguistica siouan, non discenda alcun elemento particolare (se non il nome) che accomuni in modo sostanziale i due dialetti "santee-sisseteton" e "yankton-yanktonai" e che consenta quindi di classificarli come unità linguistica separata rispetto al lakota. Per conseguenza, si dovrebbe o classificare ISO 639-3, oltre al lakota stesso, i due diversi dialetti dakota (aderendo così pienamente alle risultanze delle ricerche di Parks e DeMallie), ovvero classificare un'unità linguistica dakota-lakota, comprendente tutti e tre i dialetti sioux, in quanto tra di loro, più o meno, comprensibili.
In conclusione, comunque, è senza dubbio accertato da tutti gli studi sul campo citati e da tutti i siti internet delle riserve sioux che, al di là delle possibili varianti ortografiche, oggigiorno i gruppi interessati si autodefiniscono come segue:
- Dakhóta (o Dakhód) – i Santee
- Dakȟóta (o Dakȟód) – gli Yankton e gli Yanktonai
- Lakȟóta (o Lakȟól) – i Teton (denominazione peraltro da lungo tempo divenuta arcaica e sostituita dal puro e semplice Lakȟóta)
- Nakhóta (o Nakhóda o Nakhóna[27]) – gli Assiniboin[28]
- Nakhóda (o Nakhóta) – gli Stoney[28]

## L'opzionepan-sioux: dakota-lakota-nakota
Nonostante le imprecise affermazioni del SIL, tramite «Ethnologue», circa una presunta molto ampia similarità lessicale (entro un margine minimo di circa l'85%) tra tutti i dialetti della catena linguistica sioux, in effetti tutti gli studi sul campo effettuati negli ultimi decenni hanno dimostrato che la mutua comprensibilità è spesso inferiore a quanto ritenuto dagli stessi parlanti i vari dialetti. In particolare, secondo Ullrich, il lungo periodo trascorso dalla separazione degli Assiniboin dal tronco principale della nazione sioux avrebbe determinato uno iato ormai definitivo nel continuum linguistico sioux ed entrambi i dialetti nakoda (ed in particolare quello parlato dagli Stoney) sarebbero (quasi completamente) inintelligibili per la gente di lingua dakota e lakota (oltre ad essere tali anche fra di loro).
Nonostante tale situazione continuano ad essere presenti nel mondo politico e culturale dakota/lakota e assiniboin/stoney fermenti che tendono a riaffermare l'unitarietà originaria della lingua.
Da un lato si registra indubbiamente, da parte degli Assiniboin e soprattutto degli Stoney canadesi, una forte propensione a minimizzare le rotture del passato e a rioccupare il proprio posto, se non nella "nazione sioux", che non esiste più (se mai è esistita), almeno nella tradizione sioux. Tale propensione è apertamente dichiarata sui siti internet legati alle First nations canadesi ed è anzi, spesso ufficialmente dichiarata a livello degli organismi rappresentativi tribali. Valgano ad esempio lo stesso nome assunto dall’"Alexis Nakota Sioux First Nation" o l'orgoglioso richiamo fatto dalla "Nakoda First Nation" dell'Alberta alla propria ascendenza sioux ed al valore della propria lingua nativa: «Come discendenti delle grandi nazioni sioux, gli odierni membri della tribù stoney preferiscono condurre la conversazione e gli affari tribali nella loro madrelingua sioux». Addirittura più estesa e ragionata è l'adesione alla tradizione sioux da parte delle tribù assiniboin e stoney del Saskatchewan. 
Dall'altro lato, questa sorta di opzione pan-sioux delle popolazioni di lingua nakoda non manca di trovare un orecchio attento anche nelle istituzioni politiche e culturali lakota e dakota. Su iniziativa di un'organizzazione non-profit lakota per la promozione ed il rafforzamento della lingua, il Tusweca Tiospaye, vengono organizzati, dal 2008, annuali “Lakota, Dakota, Nakota Language Summit”, il cui target di interesse è già indicato dal nome e le cui finalità sono significativamente riassunte dallo slogan: "Unire i Sette Fuochi del Consiglio per salvare la lingua". A tali iniziative ha aderito praticamente la generalità delle istituzioni politiche sia dakota/lakota che assiniboin/stoney. Se e a quali risultati pratici l'impostazione politico-culturale sottesa agli atteggiamenti e alle iniziative di cui sopra, potranno eventualmente portare, solamente il tempo sarà in grado di dire.

## L'opzione dakota-lakota

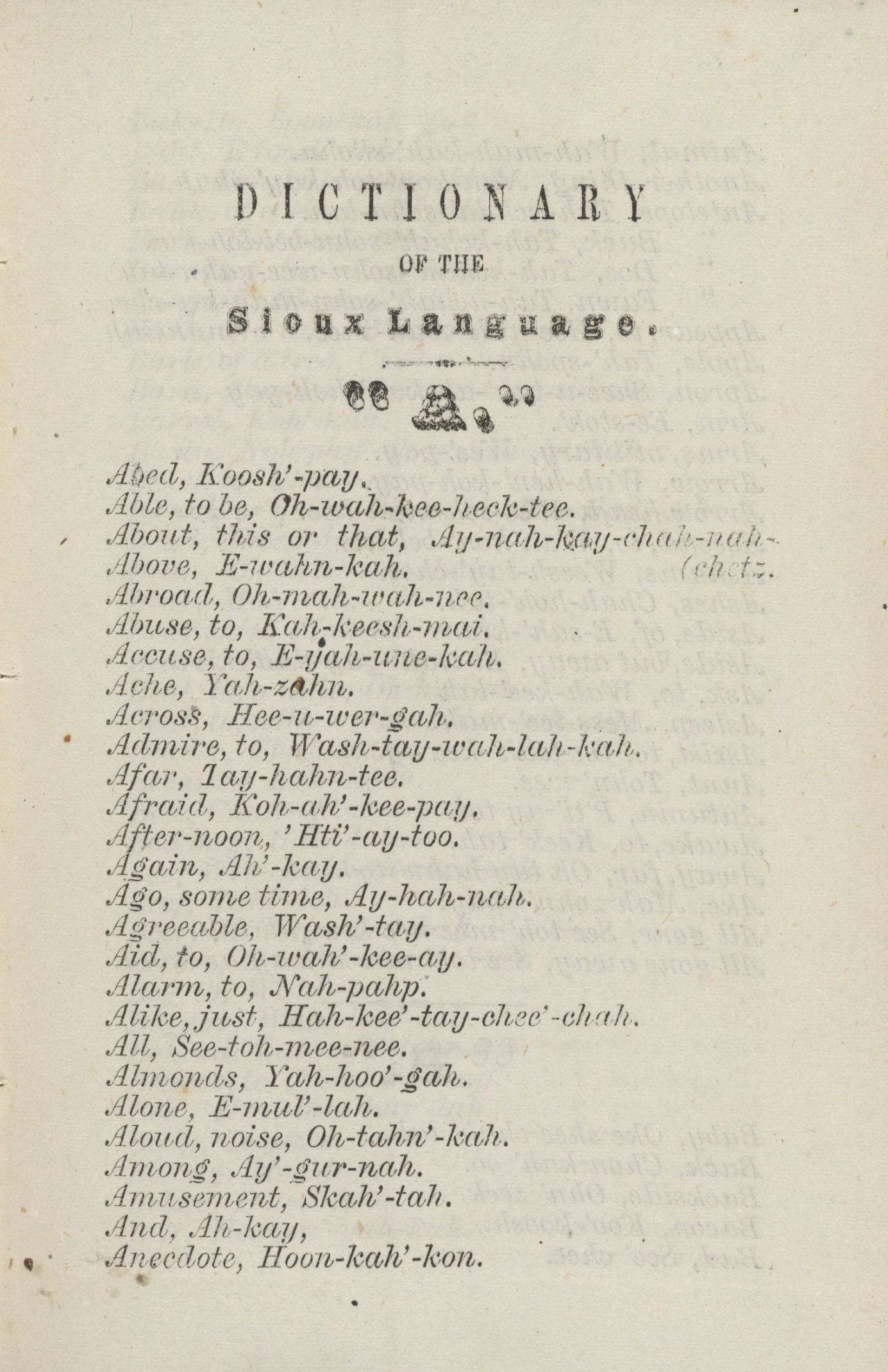
Prima pagina di Lahcotah.
Dictionary of the Sioux Language
di J.K. Hyer e W.S. Starring (1866)

Al di là delle aspirazioni pan-sioux presenti tra le popolazioni interessate, rimane il fatto scientifico accertato che, mentre il lakota e il dakota «possono essere classificati come dialetti perché sono mutuamente intelligibili in larga misura ... le due lingue nakoda non possono essere considerate dialetti della lingua lakota e dakota» perché, al contrario, sono o completamente incomprensibili (stoney) o comprensibili soltanto dopo un lungo periodo di esposizione (assiniboin), per le persone di lingua, appunto, lakota/dakota..
Potendosi dunque legittimamente far tuttora riferimento a un'unità linguistica lakota/dakota, si può concludere che essa ha tre maggiori varianti dialettali, con ulteriori sotto-varianti: 
1. Lakota (detto anche Lakȟóta, Teton, Teton Sioux)
  - Lakota meridionale (Oglála, Sičháŋǧu)
  - Lakota settentrionale (Húŋkpapȟa, Itázipčo, Mnikȟówožu, Oóhenuŋpa, Sihásapa)
    - Húŋkpapȟa/Standing Rock
2. Dakota occidentale (detto anche Yankton-Yanktonai o Dakȟóta) 
  - Yankton (Iháŋktȟuŋwaŋ)
  - Yanktonai (Iháŋktȟuŋwaŋna) 
    - Upper Yanktonai (Wičhíyena)
3. Dakota orientale (detto anche Santee-Sisseton o Dakhóta) 
  - Santee (Bdewákhathuŋwaŋ, Waȟpékhute)
  - Sisseton (Sisíthuŋwaŋ, Waȟpéthuŋwaŋ)